# Ernesto Leal
Ernesto Leal (ur. 28 lipca 1945 w Managui, zm. 26 grudnia 2005) – nikaraguański polityk.

## Życiorys
Z zawodu inżynier lądowy, interesował się już w młodości polityką. Ukończył Central American University w Nikaragui i Georgia Institute of Technology w Stanach Zjednoczonych. W 1979 poparł rewolucję prowadzoną przez partię sandinistów, która obaliła dyktatorskiego prezydenta Anastasio Somozę Debayle, po czym został wiceministrem przemysłu, ale w 1981 ustąpił ze stanowiska i został krytykiem sandinistowskiego rządu.
Wziął ślub z Caroliną Medal, po czym jeszcze raz ożenił się Giocondą Padillą Godoy, z którą miał dzieci Ernesto Leala Medala, Carolinę Leal Medal i Clarissę Leal Medal. W 1990 założył Nikaraguański Ruch Demokratyczny (Movimiento Democrático Nicaragüense - MDN) i popierał wybór na prezydenta Violetę Chamorro Barrios. Od 1990 do 1992 był wiceministrem w jej rządzie, a od 1992 do 1997 - ministrem spraw zagranicznych. Opowiadał się za silniejszymi relacjami z państwami Ameryki Środkowej.
W 2002 prezydentem Nikaragui został Enrique Bolaños - Leal stał się jednym z jego najlepszych doradców. W roku 2002, kiedy Enrique Bolaños został wybrany na prezydenta, Leal stał się jednym z jego najlepszych doradców, a w listopadzie 2004 roku został szefem sztabu prezydenckiego. W 2005 roku prowadził rozmowy rządowe z lewicowymi i prawicowymi partiami w sprawie zmianach w konstytucji, które mogłyby ograniczyć uprawnienia wynikające z urzędu prezydenta Nikaragui. Chory na zapalenie płuc, w grudniu 2005 roku został wysłany do Stanów Zjednoczonych na leczenie. Przez trzy tygodnie leczył się w Mount Sinai Hospital, nie zapobiegło to jednak jego śmierci.